# Lupinus aridulus
Lupinus aridulus är en ärtväxtart som beskrevs av Charles Piper Smith. Lupinus aridulus ingår i släktet lupiner, och familjen ärtväxter. Inga underarter finns listade i Catalogue of Life.